# Найдіч Дмитро Юрійович
Найдіч Дмитро Юрійович (нар 1963) — український піаніст, імпровізатор, композитор, аранжувальник, професор Ліонської консерваторії.

## З життєпису
Народився в Києві в сім'ї  вченого у галузі матеріалознавства Юрія Найдича та матері Ніни, вчительки фортепіано для дітей віком від 3 до 18 років. З раннього дитинства виступав у різних концертних залах у своєму місті. У 17 років, наприкінці навчання в Спеціальній музичній школі для обдарованих дітей у Києві, він отримав диплом піаніста-імпровізатора.
У 1988–89 рр. Виграв Вільнюський конкурс джазових піаністів та Міжнародний конкурс в Польщі. Потім у 1990 році увінчав навчання у консерваторії імені Чайковського в Києві чотирма першими призами: інтерпретація, камерна музика, професура та акомпанемент, а також стажувався в Академії Гнєсіних у Москві у Ігоря Бриля протягом двох років. Одночасно він бере участь у головних джазових фестивалях Східної Європи, Швейцарії, Італії зі своїми персональними композиціями та пише музику для кількох театральних творів України та Росії. Українське національне радіо записує частину його композицій для своєї фонотеки.
У 1991 році він переїхав до Франції, де продовжив свою концертну діяльність, а з 1994 року викладає у Національній консерваторії музики і танцю в Ліоні. Став переможцем кількох джазових конкурсів, зокрема Джазового фестивалю La Défense. Колектив ліонських культурних центрів "Follow jazz" називає його "Одкровенням сезону 94-95", де він грав перші частини концертів Ахмада Джамала, Луї Склавіса тощо.